# マルクス・フォスリウス・フラッキナトル
マルクス・フォスリウス・フラッキナトル（ラテン語: Marcus Foslius Flaccinator、生没年不詳）は紀元前4世紀の共和政ローマの政治家・軍人。紀元前318年に執政官（コンスル）を務めた。

## 出自
パトリキ（貴族）であるフォスリウス氏族の出身。氏族としては唯一の執政官である。父のプラエノーメン（第一名、個人名）はガイウス、祖父はマルクスである。祖父マルクスは紀元前433年の執政武官マルクス・フォスリウス・フラッキナトルと思われる。

## 経歴
紀元前318年、フラッキナトルは執政官に就任。同僚執政官はルキウス・プラウティウス・ウェンノであった。この年、両執政官はアプリアのテアノ（現在のテアーノ）とカヌシオ（現在のカノーザ・ディ・プーリア）の領土で略奪を行い、両都市を降伏させることに成功している。
紀元前314年、カプアの陰謀を調査するためにガイウス・マエニウスが独裁官（ディクタトル）に任命された、マエニウスはフラッキナットルをマギステル・エクィトゥム（騎兵長官、この場合は副調査官）に指名した。しかしながら、カプアの容疑者の調査が終わると、マニエニウスはローマ市民に対する調査を開始した。するとマエニウスとフラッキナットルは権力濫用と訴えられ、結果辞任することとなった。両者は裁判にかけられたが、見事に自身の無罪を勝ち取った。
紀元前313年、独裁官ガイウス・ポエテリウス・リボ・ウィソルスの騎兵長官に指名される。両者はボウィアヌム（現在のボヤーノ）を包囲していた前年の執政官から、軍を引き継いだ。

## 参考資料
- ティトゥス・リウィウス『ローマ建国史』